# Leonów (Łódź)
Leonów – dawna podłódzka miejscowość, od 1946 osiedle w zachodniej części Łodzi, w dzielnicy Polesie. Administracyjnie wchodzi w skład osiedla Złotno. Stanowi zabudowania na zachód od końcowego odcinka ulicy Stare Złotno, przy samej granicy Łodzi z Konstantynowem Łódzkim.

## Historia
Leonów to dawna wieś od 1867 w gminie Rąbień. W okresie międzywojennym należał do powiatu łódzkiego w woj. łódzkim. W 1921 roku liczba mieszkańców wynosiła 16. 1 kwietnia 1927 Leonów wyłączono z gminy Rąbień i włączono do gminy Brus. 1 września 1933 utworzono gromadę (sołectwo) o nazwie Stare Złotno w granicach gminy Brus, składającą się ze wsi Stare Złotno i Leonów. Podczas II wojny światowej włączona do III Rzeszy.
Po wojnie Leonów powrócił na krótko do powiatu łódzkiego woj. łódzkim, lecz już 13 lutego 1946 włączono go do Łodzi.